# Rasulabad (Iran)
Rasulabad – wieś w Iranie, w ostanie Azerbejdżan Zachodni, w szahrestanie Mijandoab. W 2006 roku liczyła 484 mieszkańców.